# Смирнов, Георгий Борисович
Георгий Борисович Смирнов (род. 28 сентября 1943 года) — советский и российский микробиолог и генетик, член-корреспондент АМН СССР (1986), член-корреспондент РАМН (1992), член-корреспондент РАН (2014).

## Биография
Родился 28 сентября 1943 года.
Окончил Ставропольский медицинский институт, в 1966 году — поступил в аспирантуру кафедры микробиологии 2-го МОЛГМИ.
В 1969 году — защитил кандидатскую, а в 1974 году — докторскую диссертацию.
С 1976 года — заведующий лабораторией молекулярной генетики плазмид Института эпидемиологии и микробиологии имени Н. Ф. Гамалеи.
В 1986 году — избран в члены-корреспонденты АМН СССР.
В 1992 году — стал членом-корреспондентом РАМН.
В 2014 году — стал членом-корреспондентом РАН (в рамках присоединения РАМН и РАСХН к РАН).
В настоящее время — сотрудник Федерального медико-биологического агентства.

## Научная деятельность
Специалист в области молекулярной биологии и генетика микроорганизмов.
Ведет исследования в области восстановления повреждений генетического материала у бактерий.
Изучал мигрирующие элементы бактерий, генетики патогенных микроорганизмов — холерного вибриона и возбудителя псевдотуберкулеза, раториями в своих институтах[прояснить].
В дальнейшем ведет аналитическую работа, изучая механизмы молекулярной эволюции бактериальных геномов.
Организатор научного семинара «Молекулярная генетика патогенных микроорганизмов», где выступали ведущие ученые страны.
С 1983 года по настоящее время — состоит в редакционной коллегии журнала «Молекулярная генетика, микробиология и вирусология».